# Thiago Neves
Thiago Neves, brazilski nogometaš, * 27. februar 1985, Curitiba, Brazilija.
Za brazilsko reprezentanco je odigral 7 uradnih tekem.